# 크리스 휴턴
크리스토퍼 윌리엄 제라드 "크리스" 휴턴(Christopher William Gerard "Chris" Hughton, 1958년 12월 11일 ~ )은 잉글랜드에서 태어난 아일랜드의 전 축구 선수다. 휴턴은 아일랜드 축구 국가대표팀으로 뛰었고, 최근 가나 축구 국가대표팀 감독을 맡았다.

## 클럽에서의 경력
토트넘 홋스퍼의 유소년 출신이고, 18세에 1군에 포함되었다. 모든 대회를 합쳐 300경기 이상을 뛰었다. 휴턴은 라이트 백으로 뛰었지만, 보통 셔츠번호는 3번을 달고 뛰었다. 34세에 은퇴하기 전에, 웨스트 햄 유나이티드에서 2년, 브렌트퍼드에서 1년을 뛰었다.

## 국가대표로서의 경력
휴턴은 1979년부터 1991년까지, 아일랜드 국가대표로 53경기를 뛰었다. 휴턴은 유로 1988에서 총 세 경기를 뛰었고, 1990년 월드컵에도 명단에 포함되어 있었으나 크리스 모리스에 밀려 뛰지 못했다.
휴턴은 1995년 5월 29일에 랜즈다운 로드에서 열린 그의 기념 경기를 헌정받았다. 휴턴은 2003년 2월부터 2005년 10월까지 아일랜드 국가대표팀의 브라이언 커 감독 아래에서 수석 코치로 있기도 했다. 휴턴은 아일랜드 국가대표팀의 첫 흑인 선수다.

## 코치와 감독으로서의 경력

### 토트넘 홋스퍼
1993년 6월부터 2007년 10월까지 휴턴은 토트넘 홋스퍼의 코치였다. 처음에는 U-21팀의 코치였으나 1999년에는 리저브팀 코치로, 2년후에는 1군 코치로 승격되었다. 홋스퍼에 있을 때 휴턴은 10명의 다른 감독을 만났다(레이 클레멘스, 더그 리버모어, 오스발도 알다일스, 게리 프란시스, 크리스챤 그로스, 조지 그레이엄, 글렌 호들, 데이비드 플리트, 잭스 산티니, 마르틴 욜). 그 동안 두 번의 감독 대행도 맡았다.
마르틴 욜-크리스 휴턴 체제에서 토트넘은 2005-06 시즌과 2006-07 시즌에 두번 연속으로 5위 자리를 차지했다. 2007년 칼링 컵에서는 4강까지 갔다. 같은 시즌에, FA컵에서는 첼시에게 8강에서 아깝게 졌다. UEFA컵에서는 그 연도 우승 팀인 세비야에게 8번째 라운드에서 졌다.
2007년 10월 25일에 UEFA 컵 조별 라운드에서 헤타페에게 화이트 하트 레인에서 패한 후에 마르틴 욜과 함께 경질되었다.

### 뉴캐슬 유나이티드
2008년 2월 22일에, 휴턴은 스티브 라운드 코치를 대체하기 위해 데니스 와이즈에 의해 케빈 키건의 1군 코치로 임명되었다. 그의 첫 게임에서 뉴캐슬은 그의 친정팀인 토트넘을 화이트 하트 레인에서 4-1로 이겼다.
2008년 9월 8일, 휴턴은 키건과 테리 맥더못, 아담 새들러의 사임에 따라 감독대행으로 임명되었다. 승격팀인 헐 시티에게 지고, 토트넘에게 져서 FA 컵에서 탈락한 후 휴턴은 조 키니어에게 감독자리를 물려주었다. 휴턴은 2009년 1월 26일에 콜린 칼더우드가 1군팀 코치로 임명된 후 수석코치로 승격되었다. 그 해 2월, 웨스트 브롬위치 알비온과의 경기 전에 감독이던 키니어가 평소 앓고 심장병으로 쓰러져 감독직을 정상적으로 수행할 수 없는 상황이 되었기에 휴턴이 감독 대행을 맡아 3-2로 승리했다. 그리고 그 후에도 키니어는 감독직으로 빠른 복귀가 불가능해 휴턴과 칼더우드, 폴 배런이 1군의 지휘를 맡았다. 하지만 그들의 지휘 아래서 볼턴 원더러스, 아스널, 맨체스터 유나이티드에게 내리 패하고 에버턴, 헐 시티에게 지자 클럽은 뉴캐슬의 전설인 앨런 시어러를 감독으로 선임하게 된다. 그러나 2008-09 시즌이 끝난 후 애쉴리는 클럽을 팔기로 결정했고, 그에 따라 시어러와의 재계약 협상도 부진하여 시어러는 감독자리에서 내려오게 된다. 그에 따라 휴턴이 다시 감독대행으로 2009-10 시즌을 시작하게 된다.
휴턴은 첫 두 경기를 성공적으로 이끌며 좋은 모습을 보여주었다. 휴턴은 시즌 첫 경기던 웨스트 브롬 원정에서 1-1 무승부를 이끌어 냈고, 홈에서는 레딩을 3-0으로 완파하며 좋은 경기력을 보여주었다. 그 경기에서는 숄라 아메오비가 생애 첫 해트 트릭을 기록하기도 했다. 그는 다음 경기에서 셰필드 웬즈데이를 1-0으로 이기며 무패 행진을 이어가며, 그의 2009-10 시즌 첫 계약으로 대니 심프슨을 임대로 데려온다. 휴턴은 또 2009년 5월에 계약 만료로 나간 페테르 뢰벵크란츠를 2009년 9월 1일에 다시 데려오고, 블랙번 로버스에서 주라브 키자니시빌리를 임대해 오고, 애스턴 빌라에서 말론 헤어우드를 임대해 왔다.
2009-10 시즌이 시작한 후에 보여준 좋은 모습으로 휴턴은 8월과 9월에 연속으로 이 달의 감독상을 수상했고, 2009년 10월 27일에 휴턴은 18개월 계약으로 정식 감독에 앉게 되었다.
프리미어 리그에서도 애스턴 빌라를 홈에서 6-0으로 격파, 아스널 원정을 1-0으로 이기고, 리그 컵에서 첼시 원정을 1-0으로 이기는 등 팀을 잘 이끌어가고 있었으나 경험있는 감독을 원한다는 구단 운영진에 의해 팀이 11위에 위치해있던 12월 6일 전격 경질되었다. 이 결정은 팬들과 선수들에게 큰 놀라움과 분노를 가져왔으며, 베테랑 수비수인 솔 캠벨은 '말도 안 된다'고 했고, 구단의 전설이자 해설자로 활약하고 있는 존 앤더슨은 '비참하고 화가 나는 결정'이라고 했다. 앨런 슈거, 콜린 칼더우드, 앨런 시어러 역시 이 결정을 비난했다. 스카이 스포츠의 피터 프레이저는 휴턴이 뉴캐슬에 안정감을 주었고, 위엄을 얻었으며, 뉴캐슬의 모든 이가 휴턴을 존경한다고 언급했으며, BBC의 필 맥널티는 뉴캐슬 팬들은 휴턴에게 충성스럽고 고마운 마음을 갖고 있다고 했다. 더불어 맥널티는 마이크 애쉴리가 전혀 축구를 볼 줄 모른다는 비난에 직면할 수 밖에 없다고 했다.
2010년 12월 11일 뉴캐슬 유나이티드에서 경질당하였다.

### 버밍엄 시티
2011년 6월 22일 버밍엄 시티의 감독으로 부임하였다.

## 감독으로서의 성향
휴튼은 '감독으로서, 올바른 훈련 방식을 취하는 것이 철학'이라고 말한 적 있다. 뉴캐슬 유나이티드의 주장이기도 했던 케빈 놀런은 '감독이 바뀔 때, 어떤 사람들은 아쉬워 하고, 어떤 사람들은 좋아하기도 하죠. 그런데 휴튼은 아니었어요. 모두가 아쉬워했습니다. 심지어 선수들 뿐 아니라, 클럽에서 일하는 모두들이요."

## 축구 밖에서의 삶
휴턴의 형인 헨리 휴턴 역시 축구선수였으며 크리스털 팰리스, 레이튼 오리엔트에서 선수로 뛰었다. 둘은 아일랜드 21세 이하 축구대표팀에서 같이 뛰기도 했다. 휴턴의 아들인 시언 휴턴도 축구선수이며, 링컨 시티와 단기 계약을 맺었다가 좋은 모습을 보여 계약을 연장했다.
휴턴은 영국의 좌파 단체인 워커즈 레볼루셔너리 파티에서 발행하는 뉴스 라인에 칼럼을 기고한 적이 있다. 자신이 트로츠키주의자라는 말에 대해 휴튼은, '예전에 좌파 단체에 글을 쓴 게, 생각만큼 대단한 일은 아니었습니다. 전 항상 사회적 문제에 큰 관심이 있었죠. 예를 들어, 병원 같은 거요. 전 항상 더 나은 의료 체계를 이뤄야한다고 생각하거든요. 교육 같은 것에도 관심이 있죠. 그런데 요즘 선수들은 원할 때 인터뷰를 하고, 칼럼 같은 것도 원하면 쓸 수 있습니다. 제가 선수일 땐 그렇지 못 했거든요. 어쨌든, 제가 쓴 건 대개 다 축구와 관련되어 있었고, 축구 얘기였습니다. 특별한 건 아니예요.'라고 답하였다.

## 감독으로서의 기록
2019년 5월 12일까지.
| 클럽                         | 국가     | 시작             | 끝               | 기록 | 기록 | 기록 | 기록 | 기록  |
| 클럽                         | 국가     | 시작             | 끝               | G    | W    | L    | D    | 승률  |
| ---------------------------- | -------- | ---------------- | ---------------- | ---- | ---- | ---- | ---- | ----- |
| 토트넘 홋스퍼 (감독대행)     | 잉글랜드 | 1997년 11월 20일 | 1997년 11월 25일 | 1    | 0    | 1    | 0    | 0.0   |
| 토트넘 홋스퍼 (감독대행)     | 잉글랜드 | 1998년 9월 7일   | 1998년 10월 1일  | 6    | 3    | 1    | 2    | 50.00 |
| 뉴캐슬 유나이티드 (감독대행) | 잉글랜드 | 2008년 9월 8일   | 2008년 9월 29일  | 4    | 0    | 4    | 0    | 0.0   |
| 뉴캐슬 유나이티드 (감독대행) | 잉글랜드 | 2009년 2월 7일   | 2009년 4월 2일   | 6    | 1    | 3    | 2    | 16.7  |
| 뉴캐슬 유나이티드            | 잉글랜드 | 2009년 6월 1일   | 2010년 12월 6일  | 70   | 39   | 14   | 17   | 55.7  |
| 버밍엄 시티                  | 잉글랜드 | 2011년 6월 22일  | 2012년 6월 7일   | 62   | 26   | 15   | 21   | 41.9  |
| 노리치 시티                  | 잉글랜드 | 2012년 6월 7일   | 2014년 4월 6일   | 82   | 24   | 23   | 35   | 29.3  |
| 브라이턴 & 호브 앨비언 FC    | 잉글랜드 | 2014년 12월 31일 | 2019년 5월 13일  | 215  | 88   | 70   | 57   | 40.9  |
| 전체                         | 전체     | 전체             | 전체             | 446  | 181  | 143  | 122  | 40.6  |

## 수상 경력

### 선수 수상
토트넘 홋스퍼
- FA 컵 winner: 1981, 1982
- UEFA 컵 winner: 1984

### 감독 수상
뉴캐슬 유나이티드
- 풋볼 리그 챔피언십 09-10 시즌 우승 : 프리미어리그로 승격

### 개인 수상
- 2009년 8월 : 챔피언십 이 달의 감독상
- 2009년 9월 : 챔피언십 이 달의 감독상
- 2009년 11월 : 챔피언십 이 달의 감독상
- 2010년 4월 : 챔피언십 이 달의 감독상
- 2011년 10월 : 챔피언십 이 달의 감독상
- 2012년 1월 : 챔피언십 이 달의 감독상
- 2018년 3월 : 프리미어리그 이 달의 감독상
- 감독 협회 선정 풋볼 리그 챔피언십 09-10 시즌의 감독상